# دانشگاه ملی پوسان

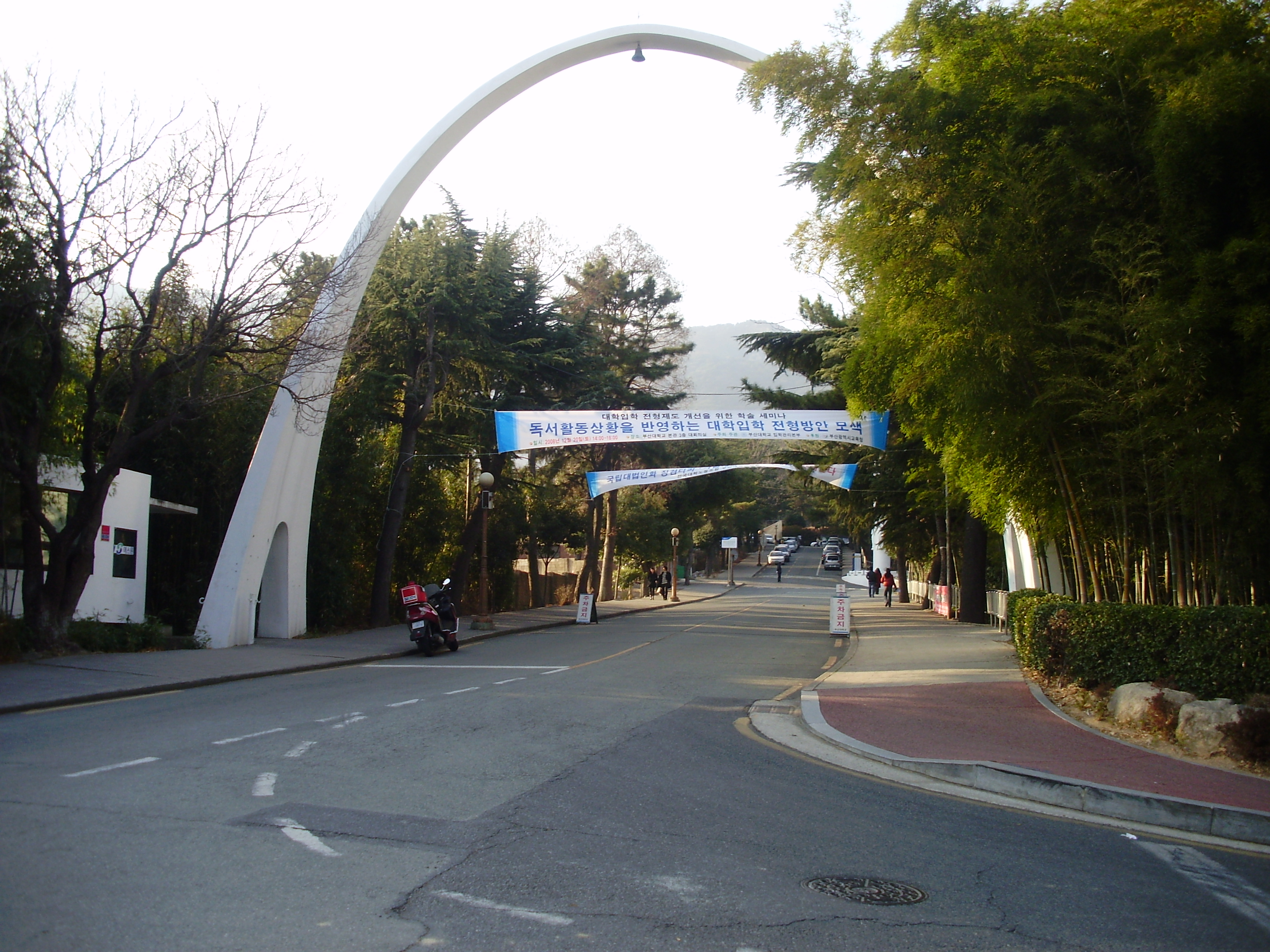
Pusan Natl Univ by Ficell 006

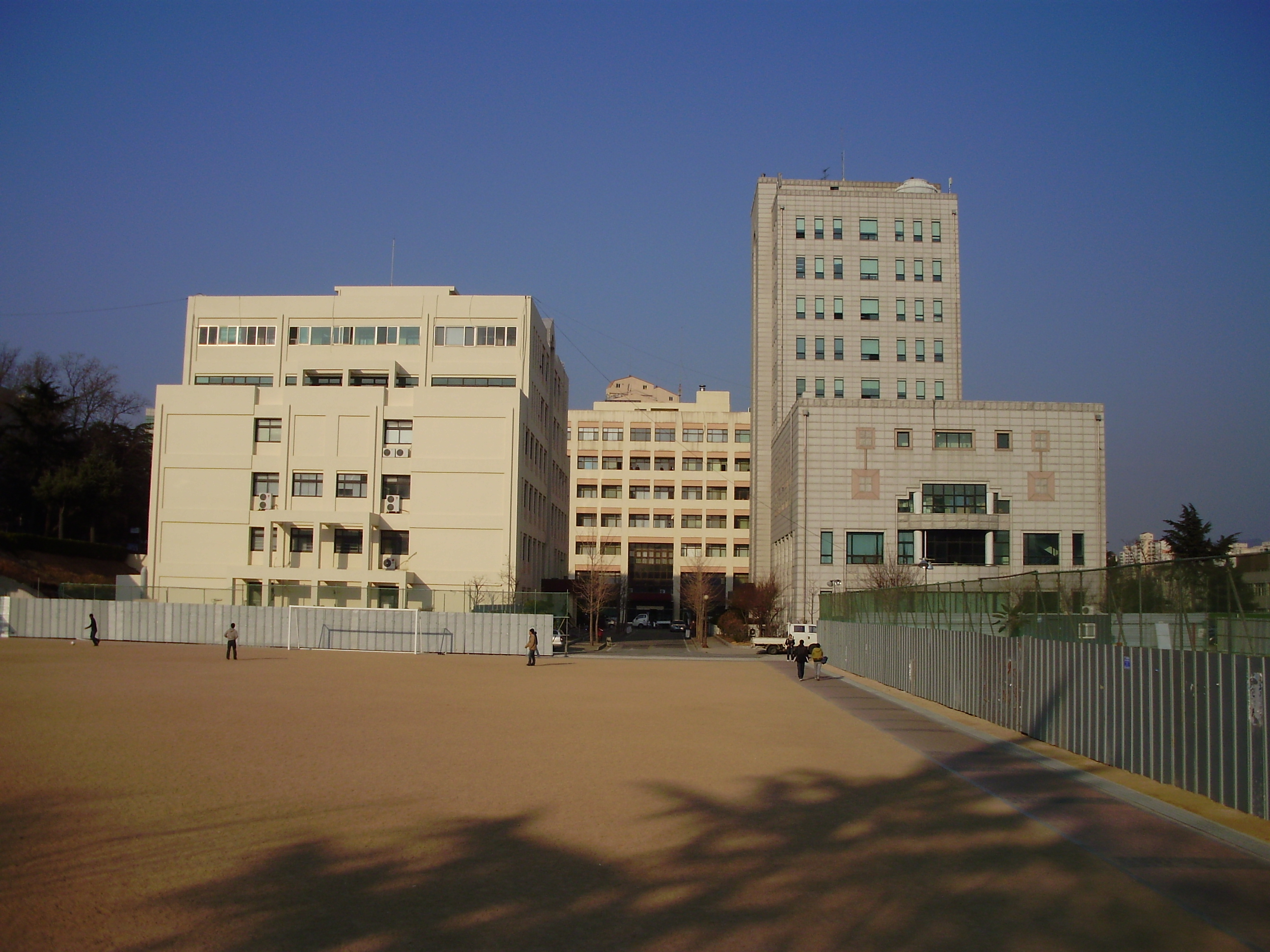
Pusan Natl Univ by Ficell 004

دانشگاه ملی پوسان (پی‌ان‌یو) (به انگلیسی: Pusan National University) (PNU) همچنین با نام دانشگاه ملی بوسان نیز شناخته می‌شود، یکی از ده دانشگاه ملی مراکز استان در کره جنوبی است. این دانشگاه در بوسان واقع شده است. نام انگلیسی این دانشگاه ترجمه‌ای از نام کره‌ای سابق این دانشگاه، «گونگ‌نیپ پوسان دهاک‌گیو» (국립 부산 대학교) است.
این دانشگاه چهار پردیس دارد: پردیس جانگجون، پردیس ارتش، پردیس میریانگ و پردیس یانگ‌سان. این پردیس‌ها در بوسان و استان گیونگ‌سانگ جنوبی واقع شده‌اند.
دانشگاه ملی پوسان برای دپارتمان‌های مهندسی، از جمله مهندسی مکانیک مشهور است.